# باشگاه فوتبال مالاگا
باشگاه فوتبال مالاگا (به اسپانیایی: Málaga CF) باشگاه فوتبال اسپانیایی است که در شهر مالاگا قرار دارد و هم‌اکنون در سگوندا دیویژن اسپانیا بازی می‌کند.
این باشگاه در سال ۱۹۴۸ تأسیس شده‌است. تیم فوتبال مالاگا در فصل ۲۰۱۲–۲۰۱۱ در لالیگا ۴ام شد و به مرحله پلی آف لیگ قهرمانان اروپا راه یافت و بعد از آن در مرحلهٔ گروهی بالاتر از میلان و زنیت به مرحله یک هشتم صعود کرد و در آن مرحله پورتو را از پیش رو برداشت ولی در مرحلهٔ یک چهارم نهایی توسط تیم بوروسیا دورتموند مغلوب و حذف شد. گفتنی است که کاپیتان انها ال نینو بود.
ایسکو از بازیکنان سرشناس این تیم بوده‌است.

## افتخارات

### اروپا
- جام اینترتوتو
  - قهرمان (۱): ۲۰۰۲